# Richard Mollier

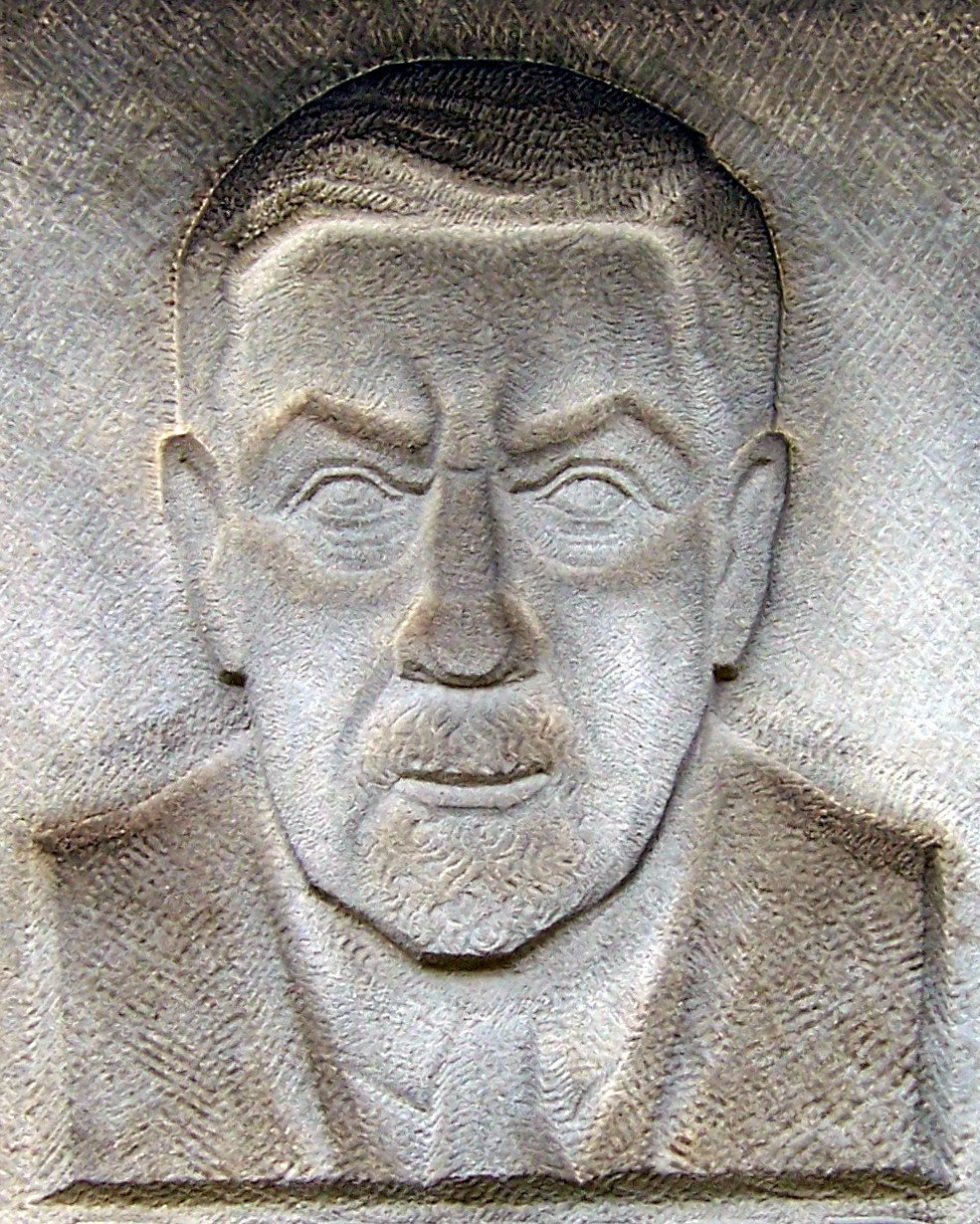
Richard Mollier, detaliu de pe placa care comemorează centenarul nașterii sale, la Dresda

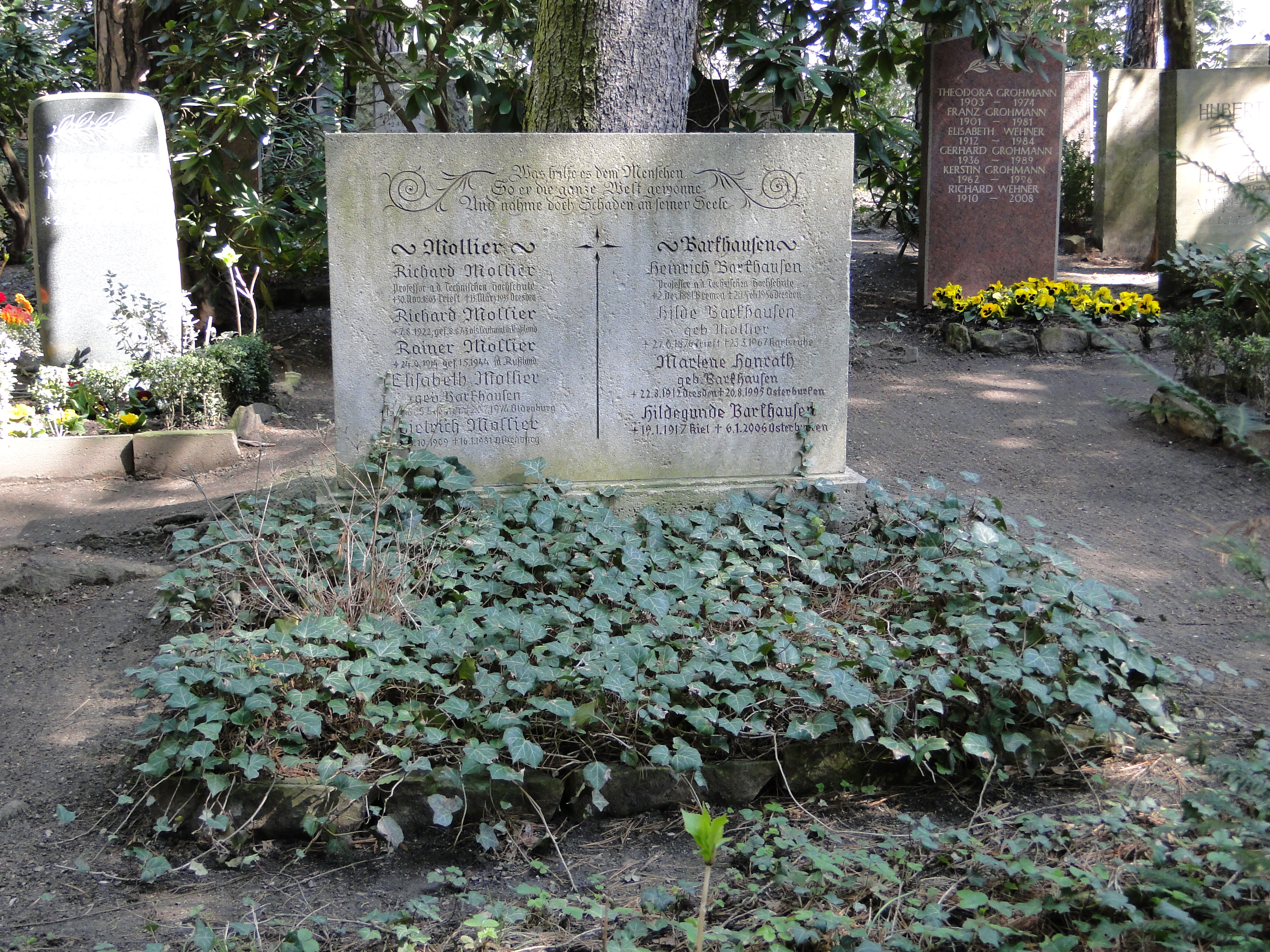
Mormântul lui Richard Mollier în cimitirul Tolkewitz

Richard Mollier (n. 30 noiembrie 1863, Trieste, Imperiul Austriac – d. 13 martie 1935, Dresda, Germania Nazistă) a fost un inginer german, profesor universitar de fizică aplicată și inginerie mecanică la Göttingen și Dresda și pionier în cercetarea datelor fizice din termodinamică, în special pentru apă, abur și aer umed.

## Biografie
După ce a urmat cursurile unui gimnaziu german din Trieste, Mollier și-a început studiile de matematică și fizică la Universitatea din Graz și le-a continuat la Colegiul Tehnic din München. Ca lector particular de inginerie mecanică teoretică, Mollier și-a publicat primele lucrări. După un scurt episod din 1896 la Universitatea Georg-August din Göttingen, din 1897 Mollier i-a succedat lui Gustav Zeuner ca profesor titular de inginerie mecanică la Universitatea Tehnică din Dresda. Noile diagrame pentru termodinamică tehnică publicate în 1904 au facilitat mult calculul proceselor termodinamice.
În 1923, un congres de termodinamică din Los Angeles a decis să numească toate diagramele care au entalpia pe una din axe după Mollier, de exemplu diagrama h–s pentru abur sau Diagrama h–x pentru aer umed.
În 1928 i s-a acordat Medalia Comemorativă Grashof din partea Asociației Inginerilor Germani (VDI).
Mollier a decedat în 1935 la Dresda. Mormântul său se află în cimitirul Tolkewitz. La Universitatea Tehnică din Dresda, una dintre clădiri îl comemorează. Cu ocazia împlinirii a 100 de ani, de la nașterea sa, pe clădirea Mollier a fost dezvelită o placă comemorativă.
Mollier a fost membru al VDI și al asociației districtuale Dresda a VDI.

## Lucrări publicate (selecție)
- Das Wärmediagramm (Entropie-Temperatur-Diagramm) (1893).
- Die Entropie der Wärme (1895)
- Dampftafeln und Diagramme des Kohlendioxid (1896)
- Neue Diagramme zur Technischen Wärmelehre (1904)